# Radici (singolo)
Radici è un singolo del rapper italiano Nerone, pubblicato l'11 dicembre 2020.
Il singolo è stato realizzato con la partecipazione vocale di Clementino.

## Video musicale
Il videoclip, diretto da Davide Garieri, è stato reso disponibile il 16 dicembre 2020 attraverso il canale YouTube di Nerone.

## Tracce
1. Radici (feat. Clementino) – 3:19